# Musaraigne palustre
Sorex palustris
Espèce
Statut de conservation UICN

 LC  : Préoccupation mineure
La Musaraigne palustre (Sorex palustris), est une espèce de mammifères de la famille des Soricidae. C'est une grande musaraigne que l'on rencontre dans les milieux aquatiques de l'Amérique du Nord. Elle est de couleur brun noirâtre et argenté.

## Caractéristiques
Le pelage de la Musaraigne palustre est brun noirâtre sur le dos et argenté sur le ventre.

Elle a une longueur de 10,7 à 17,4 cm incluant une queue de 3,7 à 7,8 cm de long. Ses pieds mesurent entre 17 et 21 mm. Les individus adultes ont un poids se situant entre 10 et 18 g tandis que les nouveau-nés ont un poids d'environ 0,5 g. Les mâles sont légèrement plus gros que les femelles.
Sa fourrure épaisse sert à marcher sur l'eau et à emprisonner des bulles d'air pour garder la Musaraigne palustre au chaud lorsque celle-ci plonge sous l'eau. Ses pattes ont une frange de poils, plus visible sur les pattes de derrière, plus grandes, et qui lui permettent de courir à la surface de l'eau.
L'espérance de vie de l'espèce est d'environ 18 mois.

## Alimentation
La Musaraigne palustre nage bien et fait de petits plongeons à la recherche de la nourriture ; elle peut demeurer sous l'eau pendant 45 secondes. Son régime comprend des insectes aquatiques, des petits poissons, des têtards, des limaces, des escargots, des salamandres, des vers et des araignées. On pense qu'elle pourrait même employer l'écholocation pour trouver ses proies. En fait, elle trouve les petits poissons et les nymphes à l'aide de ses vibrisses. Il lui arrive d'accumuler des réserves de nourriture cachées sous l'humus ou dans un tronc d'arbre creux.

## Prédation
Ses prédateurs sont les faucons, les hiboux, les serpents, le renard roux, le lynx roux, les mustelidés et certains grands poissons.

## Mœurs
Cette musaraigne est active en journée, mais l'est davantage la nuit. Elle est généralement solitaire et territoriale, excepté durant la période d'accouplement. Elle alterne entre des périodes d'activité d'une demi-heure et des périodes de repos d'une heure.

## Reproduction
La femelle a deux à trois portées de quatre à huit jeunes, mais généralement six, après une période de gestation d'environ trois semaines. La période d'accouplement se déroule à partir du mois d'août jusqu'à celui de février. Les jeunes commencent à se reproduire le printemps suivant leur naissance après avoir atteint leur maturité sexuelle à l'âge de trois mois.

## Répartition et habitat

Répartition de la musaraigne palustre en Amérique du Nord.

On trouve cette espèce près des lacs le long des Montagnes Rocheuses et des Appalaches. Son aire de répartition comprend tout le Canada à l'exception de la toundra, de Terre-Neuve, de l'île d'Anticosti et du sud de la Saskatchewan. On la retrouve aussi aux États-Unis à partir de la frontière canadienne jusqu'au Nouveau-Mexique à l'ouest et jusqu'au Tennessee à l'est. La musaraigne est par exemple présente dans le parc national des North Cascades et dans celui de Crater Lake.
On la retrouve dans les forêts de conifères et les forêts mixtes le long des cours d'eau rapide et des étangs. On la trouve aussi dans les zones marécageuses ainsi que celles broussailleuses. Comme abri, elle se fabrique un nid de forme sphérique ayant un diamètre d'une dizaine de centimètres avec des ramilles et des feuilles sèches placé dans une excavation du sol, entre des pierres ou sous une souche. Un nid de Musaraigne palustre a déjà été retrouvé dans un barrage de castor.

## Bio-indicateur?
En tant que petit prédateur semi-aquatiques d'invertébrés d'eau douce, et en considérant que la qualité de l'eau affecte négativement la diversité et l'abondance des invertébrés aquatiques, les musaraignes aquatiques ont souvent été intuitivement considérées comme bio-indicateur vertébré de la qualité de l'eau.  Une étude anglaise ayant porté sur une espèce aquatique européenne, la Crossope aquatique (Neomys fodiens), a conclu qu'elle n'était pas un bioindicateur de la qualité de l'eau .

## Sous-espèces
Selon Mammal Species of the World il existe neuf sous-espèces :
- Sorex palustris albibarbis
- Sorex palustris brooksi
- Sorex palustris gloveralleni
- Sorex palustris hydrobadistes
- Sorex palustris labradorensis
- Sorex palustris navigator
- Sorex palustris palustris
- Sorex palustris punctulatus
- Sorex palustris turneri

## Conservation
L'espèce n'est pas menacée ; elle est en préoccupation mineure selon le classement de l'Union internationale pour la conservation de la nature.